# Guerra ruso-sueca (1741-1743)
La Guerra ruso-sueca de 1741-1743 (en ruso: Русско-шведская война (1741—1743)), Guerra rusa de los Sombreros (en sueco: hattarnas ryska krig) o Guerra de los Sombreros (en finés: hattujen sota), que resultó en la Ira Menor (en finés: pikkuviha, en sueco: lilla ofreden), o la ocupación de Finlandia, fue un conflicto entre el Reino de Suecia y el Imperio ruso, instigado por el Partido de los Sombreros con el objetivo de recuperar los territorios perdidos ante el Imperio ruso por el tratado de Nystad que puso fin a la Gran Guerra del Norte y por la diplomacia francesa, que buscaba ocupar a las fuerzas rusas en otro conflicto que le impidiera apoyar a su aliado la monarquía Habsburgo en la Guerra de Sucesión Austríaca.

## Preparaciones suecas
El partido de los Sombreros llegó al poder en la riksdag de 1738, promoviendo la alianza con Francia en octubre del mismo año y al siguiente con el Imperio otomano. El asesinato del diplomático sueco Malcolm Sinclair en 1739 por dos agentes rusos en Grünberg, ayudó a crear el ambiente propicio en Suecia para el conflicto militar.
En verano de 1740, el comandante de las fuerzas suecas en Finlandia, el general Carl Cronstedt fue destituido del cargo por su oposición a los planes de guerra y sustituido por Charles Emil Lewenhaupt. Pese al ánimo bélico, las defensas finlandesas estaban sin reparar, pues la mayor parte de los fondos destinados a su reparación y fortificación fueron desviados a otros usos. Tampoco se tuvieron en cuenta los puntos débiles reflejados por la Gran Guerra del Norte y, por ende, las preparaciones en Finlandia se encaminaron a la guerra ofensiva en lugar de a fortalecer las defensas.
El plan sueco para la guerra era capturar inicialmente Výborg y avanzar hacia San Petersburgo, de modo que se amenazara a la capital de un modo que ayudara a la realización de un golpe de Estado maquinado por los diplomáticos franceses y suecos, el marqués de La Chétardie y Eric Mathias von Nolcken, y encaminado al derrocamiento del régimen pro-austríaco de Anna Leopóldovna. El golpe tuvo lugar en diciembre, pero la nueva zarina, Isabel I, traicionó su promesa de devolver a Suecia las provincias del Báltico y continuó vigorosamente la prosecución de la guerra, bajo la guía de su canciller pro-austriaco, Alekséi Bestúzhev-Riumin.
Mientras las tropas suecas se desplegaban en la frontera rusa cerca de Villmanstrand y Frederikshamn, las fuerzas navales suecas, consistentes en diez buques de línea y cuatro fragatas comandadas por el almirante Tomas von Rajalin y una flota de 20 galeras bajo el mando del almirante Abraham Falkengren, se desplazaron el 20 de mayo de 1741 a las islas cercanas a la frontera. Durante la espera se desencadenó una epidemia en la flota, paralizándola en gran medida y acabando con la vida del almirante Von Rajalin. 
La declaración de guerra sueca  fue comunicada al embajador ruso en Estocolmo el 28 de julio (4 de agosto) e intentó coincidir con el plan de invasión, pero fue un fracaso, puesto que la flota fue incapaz de tomar acción y la concentración de las fuerzas terrestres no se había llevado a cabo aún. Como causa de la guerra era señalada la intervención de Rusia en los asuntos de Suecia, la prohibición rusa de exportar pan a Suecia y el asesinato de Sinclair. La situación fue empeorada por la llegada de Lewenhaupt a Finlandia dos meses después de la declaración de guerra, de modo que el mando inicial de las tropas recayó en el general Henrik Magnus von Buddenbrock.

## Años de la guerra

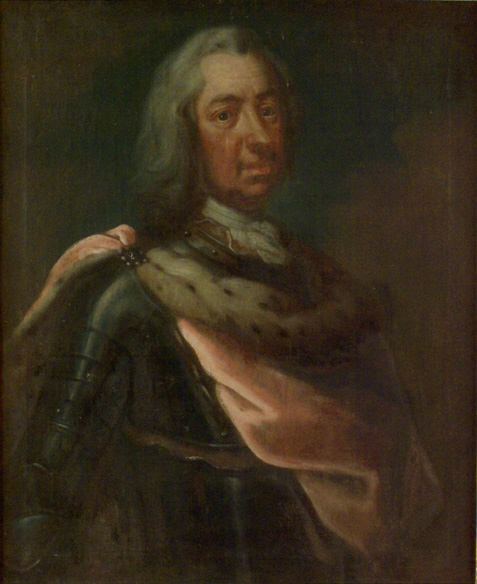
David Klöcker Ehrenstrahl, Charles Emil Lewenhaupt.

### 1741
Debido a la inacción sueca, los rusos tomaron la iniciativa y golpearon primero el 3 de septiembre con un ejército de 16.000 hombres bajo el mariscal de campo Peter Lacy avanzando desde Výborg (en sueco: Viborg, en finés: Viipuri) hacia Villmanstrand (en finés: Lappeenranta). Con una superioridad numérica de cuatro veces más, los rusos infligieron una gran derrota a la guarnición sueca del general Carl Henrik Wrangel. La culpa de la derrota sería echada al general von Buddenbrock quien no había tomado en serio el ataque ruso y no se había movido en apoyo de Wrangel.
Lewenhaupt, que llegó diez días después de la derrota, trató de organizar una operación conjunta por tierra y mar para recuperar la localidad, pero el almirante Aron Sjöstierna, que había relevado a von Rajalin, dejó claro que su flota no sería capaz de conseguirlo. La flota rusa también estaba en al estado y no fue capaz de tomar parte en los combates de 1741. Sjöstierna partió hacia Estocolmo el 22 de septiembre y el comandante de los restantes barcos suecos ignoró los intentos de Lewenhaupt de persuadirle de dirigirse a las Islas Beriózovye (en sueco: Björkö, en finés: Koivisto) y en lugar de eso partió hacia Suecia el 27 de octubre. Las operaciones terrestres también tuvieron que detenerse al acordarse un armisticio con Rusia a principios de diciembre.

### 1742

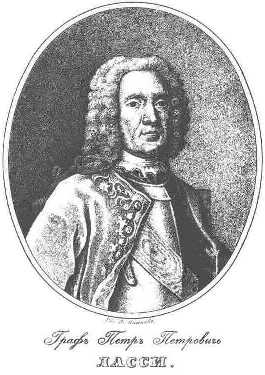
Peter Lacy.

Los rusos rompieron el armisticio a principios de marzo de 1742 pero el duro invierno hizo imposible la operación de los principales cuerpos de ejército. Cuerpos de caballería ligera rusa (cosacos y húsares saquearon el lado sueco de la frontera pero fueron rechazados a menudo por la población local. En marzo los rusos intentaron, bajo el mando de Woldemar Lowendal, saquear el puerto sueco de Frederikshamn sobre el hielo, pero el duro clima lo impidió. El general sueco Lewenhaupt planeó renovar el ataque original contra Výborg en primavera de 1742. Las fuerzas navales suecas requeridas para apoyar el ataque comenzaron a llegar en mayo. De todos modos, a los comandantes navales suecos se les había encomendado el patrullar entre Reval y Helsingfors, por lo que se negaron a cumplir las órdenes de Lewenhaupt.
La flota sueca principal llegó el 3 de junio desde Suecia con el almirante Sjöstierna y consistía en 15 barcos de línea y 5 fragatas. La flota partió hacia Äspö (en finés: Haapasaaret) (25 km al sur-sureste de la actual Kotka). Una semana después, la flota de galeras liderada por el almirante Falkengren se unió a la flota principal aportando 25 galeras y algunos barcos de suministros. Pero este año la flota rusa se hallaba activa con una flota de 12 barcos de línea bajo el mando de Zajar Mishukov y 45 galeras bajo Vasili Levashov. A pesar de ello, Lewenhaupt sostuvo un consejo de guerra el 5 de junio en un nuevo intento de que la flota sueca se dirigiera a las islas Beryozovye, pero los comandantes navales juzgaron que el riesgo para la flota era demasiado grande y Lewenhaupt fue obligado a retirar su plan.
La inactividad del ejército sueco condujo a que los rusos tomaran de nuevo la iniciativa y se dispusieron a la ofensiva. Con el apoyo de las galeras de la flota rusa, una fuerza de 30.000 hombres bajo el mando de Lacy marcharon desde Výborg. Cruzaron la frontera el 13 de junio y continuaron avanzando hacia Frederikshamn. Los suecos habían preparado una posición defensiva en las afueras de Frederikshamn, en Mäntlahti. El coronel sueco encargado de la defensa, al enterarse del avance ruso retiró todas sus tropas de las posiciones avanzadas a Frederikshamn un día antes del ataque ruso, que tuvo hubiera tenido lugar el 25 de junio. No obstante la posición abandonada dio tiempo al ejército de Lewenhaupt a incendiar la ciudad y retirarse el 28 de junio.
La cooperación entre las fuerzas navales y terrestres suecas no funcionó tan bien y en lugar de apoyar al ejército, el grueso de la flota partió directamente hacia Hangö al iniciarse la retirada del ejército. Las galeras partieron hacia Pellinge (en finés: Pellinki). Estos movimientos rompieron la línea de suministros suecas, lo que obligó a Lewenhaupt a retirarse aún más hacia los depósitos de suministros suecos de Borgå. Los rusos siguieron la retirada sueca pero no se dio un combate real entre los ejércitos, a excepción de escaramuzas entre la retaguardia sueca y las patrullas de caballería rusas. El 18 de julio, al apercibirse de que las guarniciones suecas tierra adentro habían abandonado sus posiciones, Lewwnhaupt consideró que lo más apropiado era retirarse a Helsingfors para preparar sus defensas.
Los suecos comenzaron a desmantelar y transportar los suministros almacenados en Borgå. El 27 de julio, los rusos llegaron a las cercanías de la ciudad, que ocuparon el 30 de julio, al haber sido abandonada por los suecos el día anterior. La retirada sueca, que había durado dos meses, terminó finalmente en Helsingfors el 11 de agosto. Un par de días después, los rusos consiguieron rodear totalmente la ciudad por tierra. La flota de galeras sueca se situó al este de Helsingfors pero se juzg´ño que esta posición era insostenible y también se retiró a la ciudad, permitiendo a la flota rusa el completo aislamiento de la ciudad desde el 20 de agosto.
Antes de que la ciudad fuera totalmente aislada, el 19 de agosto, el general Lewenhaupt y el general Buddenbrock fueron reclamados inmediatamente en Estocolmo para dar explicaciones de sus acciones. Ambos generales fueron encarcelados a su llegada y fueron encausados para juicio. El comandante sustituto de las fuerzas suecas, el general Jean Louis Bousquet, firmó un documento de rendición el 24 de agosto de acuerdo a cuyos términos, los soldados finlandeses eran liberados del servicio en el ejército y los suecos podían partir a casa. Todos los cañones, suministros y alimentos fueron entregados a los rusos. Las fuerzas navales suecas volvieron a Suecia a principios de 1742. Los rusos avanzaron hasta Åland, desconectando a Finlandia del resto de Suecia. Toda Finlandia cayó bajo ocupación rusa, lo que fue conocido en Finlandia como la Ira Menor (en finés: Pikkuviha).

### 1743
El ejército sueco retomó Åland en marzo de 1743 y, a principios de mayo, una flota de 16 navíos de línea y 5 fragatas bajo el almirante Jean von Utfall llegaron para bloquear la ruta marítima más allá de Hangö. La flota de galeras del almirante Falkengren navegó hacia Åland. La tarea de estas fuerzas navales era impedir que las fuerzas rusas alcanzaran Suecia. Sin embargo, antes de que las fuerzas suecas llegaran, una flota de galeras rusa bajo el general James Francis Edward Keith logró pasar más allá de Hangö. Las flotas de galeras se enfrentaron en el estrecho de Korpoström, al sur de la isla de Korpo, donde el ataque sueco fue rechazado. Falkengren regresó a Åland
La flota de mar abierto sueca en Hangö todavía bloqueaba el paso a la flota costera de 50 galeras del mariscal de campo Lacy. El 7 de junio, la flota rusa bajo el mando del almirante Nikolái Golovín logró atraer a la flota sueca fuera de sus posiciones sin enfrentarse en un combate real. Esto permitió a la flota de galeras rusa el traspaso del cabo, lo que tuvo como resultado la supremacía naval rusa en el suroeste de Finlandia y en las áreas cercanas a Åland, lo que obligó a la flota sueva a moverse hacia el oeste de Åland y forzó las negociaciones de paz El almirante Golovín se enfrentaría más tarde a un tribunal militar por su rechazo a enfrentarse al escuadrón naval sueco de igual fuerza. Golovín adujo un edicto de Pedro el Grande por el que la flota rusa no se enfrentaría en batalla a menos de que contara con una superioridad de 3:2 o mejor. Los generales suecos Lewenhaupt y Buddenbrock fueron decapitados como chivos expiatorios de la fracasada política beligerante del partido de los Sombreros.

## Cese de hostilidades y tratado de paz

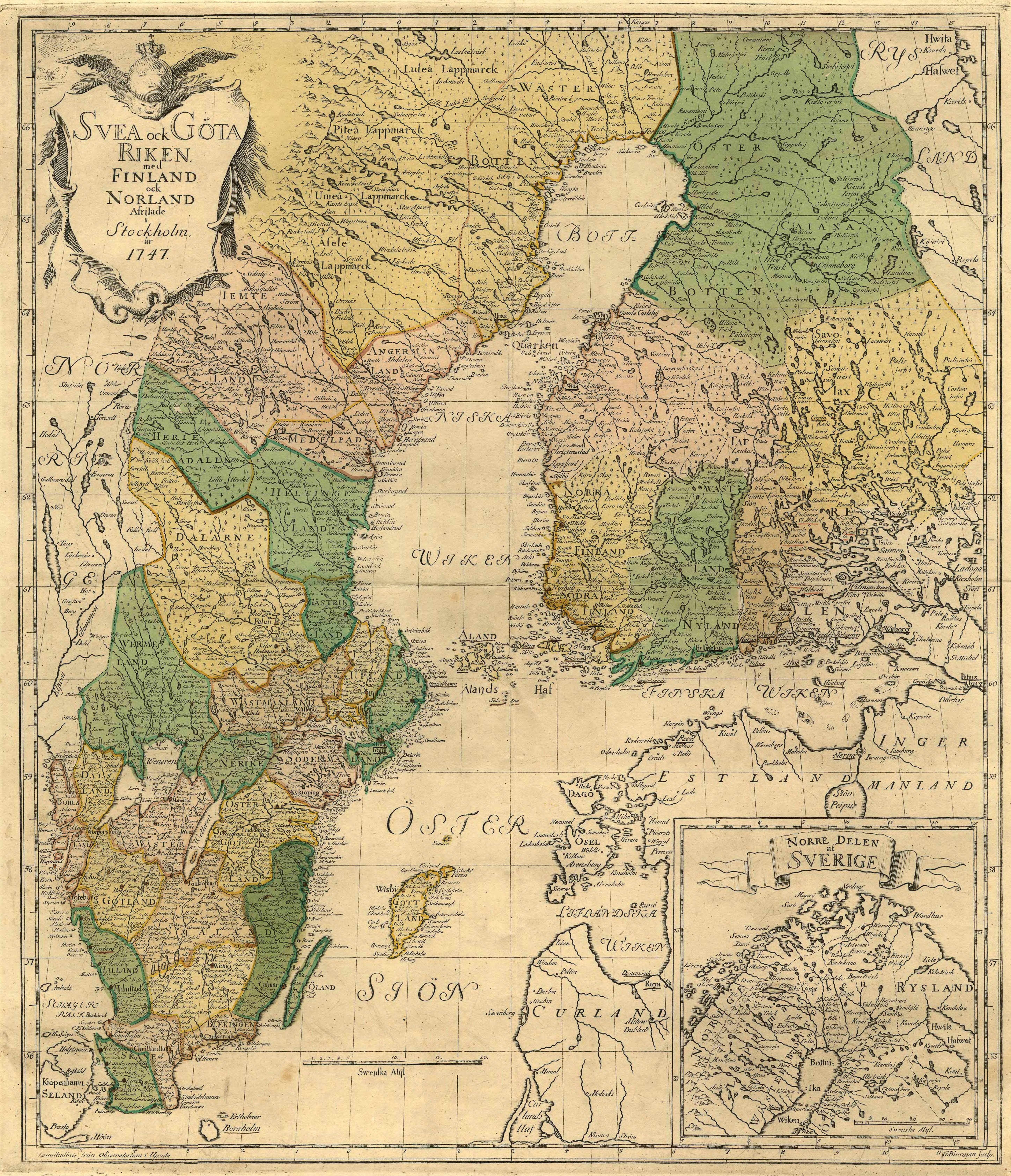
Mapa de Suecia-Finlandia en 1747.

Tan pronto como cesaron las hostilidades y el ejército ruso entró en Turku (en sueco: Åbo), los delegados Aleksandr Rumiántsev y Johann Luberas, por la parte rusa, y Eric von Nolcken y Herman Cedercreutz, por la sueca, llegaron a la ciudad para discutir un acuerdo de paz. La zarina Isabel I prometió evacuar su ejército de Finlandia con la condición de que Adolfo Federico de Holstein-Gottorp, es decir, el tío de su propio heredero, fuera nombrado heredero al trono sueco (ya se le había ofrecido la corona de Finlandia por el lantdag local). Los Sombreros aceptaron la propuesta con la esperanza de que Adolfo Federico conseguiría mejores términos de ella. La zarina Isabel I también quería que las tropas rusas ocuparan Suecia para garantizar una elección pacífica para Adolfo Federico, pero su plan obtuvo la vehemente oposición de los representantes suecos y fue abandonado.
Mientras se llevaban a cabo las negociaciones de paz, Lacy, que había realizado una operación similar durante la Gran Guerra del Norte, se embarcó desde Kronstadt con la intención de efectuar un desembarco en la propia Suecia. Cuando la flota del Báltico se acercaba a Umeå, llegaron las noticias de la firma del Tratado de Åbo (actual Turku) el 18 de agosto de 1743, por el que Suecia cedía a Rusia las ciudades de Villmanstrand y Frederikshamn y una franja de tierra al noroeste de San Petersburgo. El río Kymi formaría la frontera entre ambas potencias. El tratado marcó el declive futuro de Suecia como un gran poder en el Norte de Europa.
El territorio cedido a Rusia fue añadido a los ganados en el tratado de Nystad (en finés: Uusikaupunki) en 1721 e incluidos en la Gobernación de Víborg, que sería incorporada al Gran Ducado de Finlandia en 1812.
Anna Margareta Salmelin fue una prisionera en esta guerra que tras la misma se erigiría en defensora de los derechos de los cautivos fineses en la guerra, que con frecuencia no eran liberados, sino trasladados a otras regiones de Rusia como siervos.